# Čao Portorož (album, 2011)
Čao Portorož je debitantski istoimenski studijski album ljubljanske indie rock skupine Čao Portorož, izdan 12. februarja 2011 v samozaložbi.
Na albumu je opazen vpliv alternativnega rocka iz 90-ih in jugoslovanskega novega vala ter punka.

## Kritični odziv
Na Radiu Študent je bil album uvrščen na 9. mesto na seznam Naj domača tolpa bumov 2011, poleg istoimenskega albuma skupine Dubzilla in albuma Wu-Wei jazz zasedbe Balžalorsky – Drašler 3o.

### Priznanja
| objava        | uvrstitev | seznam                      |
| ------------- | --------- | --------------------------- |
| Radio Študent | 9.        | Naj domača tolpa bumov 2011 |

## Seznam pesmi
Vse pesmi je napisala skupina Čao Portorož.
| Št.             | Naslov          | Dolžina |
| --------------- | --------------- | ------- |
| 1.              | „Šest‟          | 2:29    |
| 2.              | „Kivi‟          | 3:16    |
| 3.              | „Mister Clint‟  | 2:59    |
| 4.              | „C vitamin C‟   | 2:06    |
| 5.              | „Roland‟        | 3:32    |
| 6.              | „Port Maria‟    | 4:18    |
| 7.              | „505‟           | 2:09    |
| 8.              | „Manče‟         | 2:37    |
| 9.              | „Mon coeur‟     | 2:12    |
| 10.             | „Tek‟           | 2:40    |
| 11.             | „U Daktariju‟   | 6:02    |
| 12.             | „Jesenski‟      | 4:47    |
| Skupna dolžina: | Skupna dolžina: | 39:07   |

## Zasedba
Čao Portorož
- Anže Petrič — kitara, spremljevalni vokal ("krik")
- Gregor Andolšek — vokal, kitara
- Ivian Kan Mujezinović — bas kitara, vokal
- Aljoša Cetinski — bobni, spremljevalni vokal ("ča ča")

Ostali
- Nika Ravnik — vokal (6)
- Inti Šraj — vokal (6, 8, 9)
- Mina Fina — oblikovanje
- Žarko Pak — produkcija, snemanje, miksanje
- Igor Ilić — asistent miksa
- Janez Križaj — mastering